# Équipe d'Angleterre féminine de rugby à XV
L'équipe d'Angleterre féminine de rugby à XV est la sélection des meilleures joueuses anglaises. Depuis son premier match en 1987, elle a remporté le Tournoi des Six Nations féminin à 21 reprises et deux Coupes du monde (1994 et 2014).

## Histoire

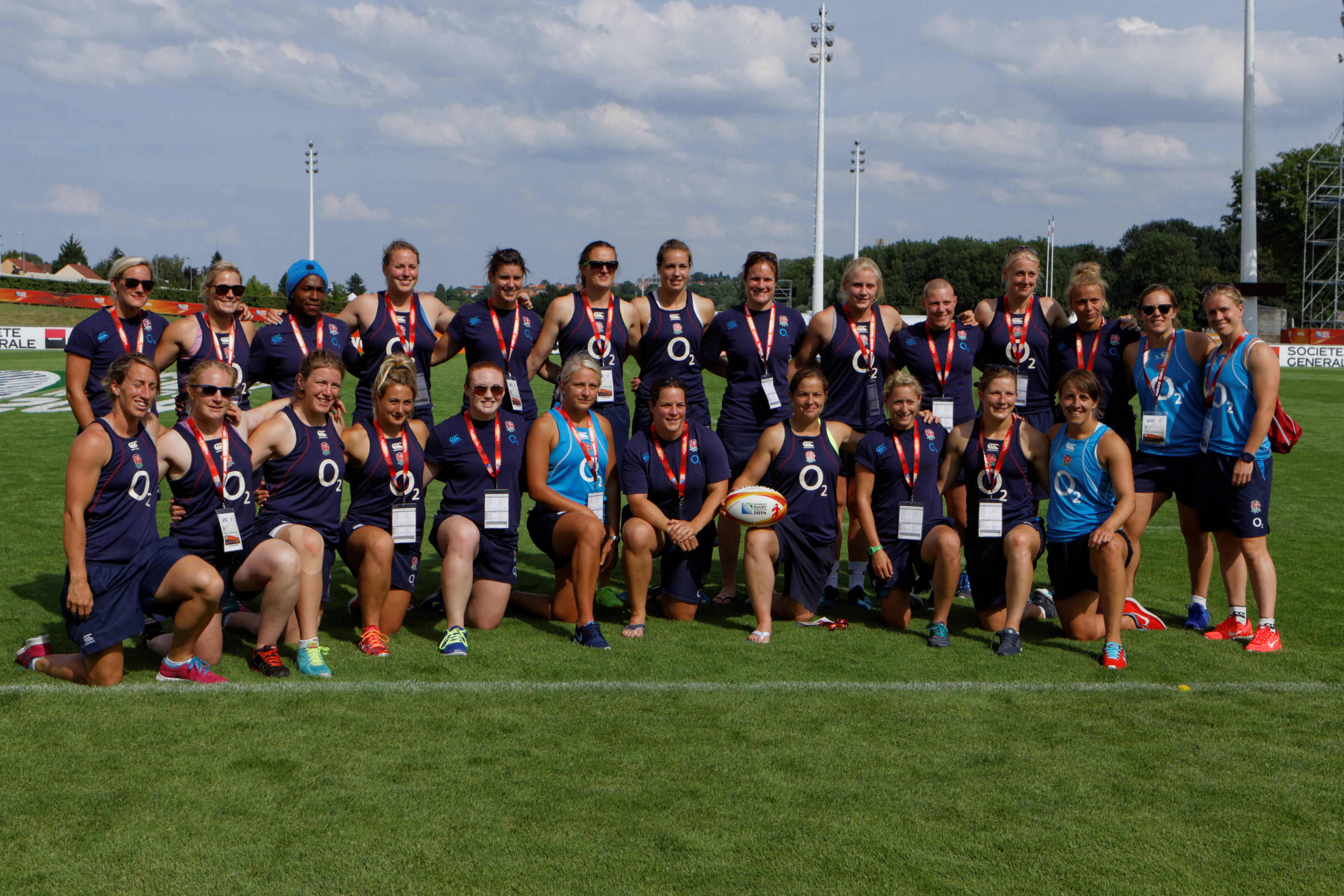
Équipe d'Angleterre lors de la coupe du monde féminine de rugby à XV 2014.

En 1983, le Women's Rugby Football Union (WRFU) est créé pour diriger le rugby féminin dans toute la Grande-Bretagne. Pour leurs premiers matchs internationaux en 1986, les Anglaises sont donc associées aux Galloises et aux Écossaises dans l'équipe de Grande-Bretagne.
Peu à peu, de 1987 à 1990, cette équipe se divise par nations et l'équipe d'Angleterre joue et remporte son premier match le 5 avril 1987 contre l'équipe du pays de Galles. Elle reste invaincue pendant quatre ans et perd son premier match contre les États-Unis en finale de la première Coupe du monde féminine en 1991.
En 1993, l'Angleterre remporte la première Canada Cup puis gagne la deuxième Coupe du monde en 1994 en prenant leur revanche en finale face aux États-Unis. En cette année 1994, le Rugby Football Union for Women (RFUW) est fondé pour gérer le rugby féminin sur l'Angleterre seule, en lieu et place du WRFU. Par la suite, les Anglaises remportent les deux premières éditions du Tournoi britannique en 1996 et 1997 ainsi que le Championnat européen des nations 1997.
En 1998, elles s'inclinent en demi-finale de la Coupe du monde face aux futures vainqueurs, les Néo-zélandaises, et terminent à la troisième place. De 1999 à 2001, elle enchainent trois Grands chelems consécutifs dans le Tournoi des cinq nations. Le Tournoi se joue à six à partir de 2002 et les Anglaises s'inclinent face à la France et terminent à la deuxième place de la compétition. C'est également la place qu'elles occuperont deux mois plus tard en Coupe du monde après une nouvelle défaite face à la Nouvelle-Zélande.
La Coupe du monde 2006 ressemble à la précédente et elles subissent une nouvelle fois la suprématie des Néo-zélandaises en perdant 25-17 en finale. Entretemps, elles réalisent de nouveaux Grands chelems dans le Tournoi en 2003 et 2006, puis plus tard en 2007 et 2008. En 2009, elles remportent une nouvelle fois le tournoi malgré une défaite de justesse, 16-15, contre le pays de Galles. Elles gagnent également les deux premières éditions de la Nations Cup disputées en 2008 en Angleterre et en 2009 au Canada.
Disputée à domicile, elles échouent une nouvelle fois en finale contre la Nouvelle-Zélande lors de la Coupe du monde 2010. Elles s'inclinent sur le score de 10 à 13, au Stoop, à Londres. Cependant, elles profitent de la contre-performance de ces dernières, cinquièmes de la compétition, lors de la Coupe du monde 2014, disputée en France. L'Angleterre devient alors championne du monde en s'imposant 21 à 9 contre le Canada.
À l'échelon continental, l'équipe fait par la suite face à une plus grande concurrence de la France et de l'Irlande dans le tournoi. Elles ne remportent aucun titre dans la compétition entre leur grand chelem de 2012 et celui de 2017. Depuis L'Angleterre a repris sa domination et reste sur cinq Grand Chelems consécutifs.
Lors du Six Nations 2023, les Red Roses établissent un record d'assistance, avec 58 498 spectateurs à Twickenham pour la réception des Bleues. À l'issue de la compétition, le sélectionneur Simon Middleton quitte ses fonctions. Il est plus tard remplacé par John Mitchell.

## Palmarès
- Coupe du monde
  - vainqueur en 1994 et 2014,
  - finaliste en 1991, 2002, 2006, 2010, 2017, 2021
- Vainqueur du Tournoi britannique 1996 et 1997 (ancêtre du Tournoi des 5 nations, puis 6 nations).
- Tournoi des Six Nations
  - Grand chelem (19) : 1999 (5 nations), 2000 (5 nations), 2001 (5 nations), 2003, 2006, 2007, 2008, 2010, 2011, 2012, 2017, 2019, 2020, 2022, 2023, 2024, 2025
  - Vainqueur (21) : les Grands chelems + 2009 et 2021
- Vainqueur du WXV 2023 et 2024
- Vainqueur de la Canada Cup en 1993.
- Vainqueur de la Nations Cup en 2008 et 2009.

## Principales joueuses d'hier et d'aujourd'hui
- 1 Rochelle Clark (Henley),
- 2 Selena Rudge (Wasps),
- 3 Vanessa Gray (Wasps),
- 4 Jenny Sutton (Richmond),
- 5 Tamara Taylor (Thirsk),
- 6 Georgia Stevens (Clifton),
- 7 Margaret Alphonsi (Saracens),
- 8 Catherine Spencer (Folkestone),
- 9 Joanne Yapp (Worcester) (C),
- 10 Karen Andrew (Saracens),
- 11 Danielle Waterman (Henley),
- 12 Kim Oliver (Clifton),
- 13 Michaela Staniford (Henley),
- 14 Nicky Crawford (Worcester),
- 15 Sue Day (Wasps)

## Sélectionneurs
| Années    | Sélectionneur          | Adjoints                                                            |
| --------- | ---------------------- | ------------------------------------------------------------------- |
|           | Steve Dowling          |                                                                     |
| ? - 2000  | Heather Stirrup        |                                                                     |
| 2000-2007 | Geoff Richards         |                                                                     |
| 2007-2015 | Gary Street            |                                                                     |
| 2015-2023 | Simon Middleton        |                                                                     |
| 2023      | Sarah Hunter (intérim) |                                                                     |
| 2023-     | John Mitchell          | Louis Deacon (avants) Lou Meadows (arrières) Sarah Hunter (défense) |